# Garry Parker
Garry Parker (* 7. September 1965 in Oxford) ist ein ehemaliger englischer Fußballspieler. Seine erfolgreichste Zeit verbrachte er zwischen 1988 und 1991 bei Nottingham Forest. Seit dem 1. Juli 2010 gehört er dem Trainerteam von Neil Lennon beim schottischen Erstligisten Celtic Glasgow an.

## Spielerkarriere

### Luton Town und Hull City (1983–1988)
Garry Parker begann seine Profikarriere beim englischen Erstligisten Luton Town, erspielte sich jedoch in den folgenden drei Jahren keinen Stammplatz in Luton. Am 21. Februar 1986 wechselte er daher zum Zweitligisten Hull City. Parker verbrachte zwei Spielzeiten als Stammspieler in der Football League Second Division und machte dabei vor allem 1987/88 mit acht Treffern in vierunddreißig Ligaspielen auf sich aufmerksam.

### Nottingham Forest (1988–1991)
Am 24. März 1988 wurde er vom Erstligisten Nottingham Forest verpflichtet. Der von Brian Clough trainierte Verein erreichte in der Saison 1988/89 den dritten Tabellenplatz und steigerte die gute Ligaplatzierung mit dem Gewinn des englischen Ligapokal 1988/89. Im Finale bezwang die Mannschaft um Garry Parker (22 Ligaspiele/7 Tore) seinen ehemaligen Verein Luton Town mit 3:1. Ein Jahr später bestätigte die Mannschaft diesen Erfolg durch ein 1:0 im Ligapokalfinale 1990 gegen Oldham Athletic. Auch im prestigeträchtigeren FA Cup agierte die Mannschaft erfolgreich. Nach zwei Halbfinalteilnahmen 1988 und 1989, zog die Mannschaft ins FA Cup Finale 1991 ein. Am 18. Mai 1991 verlor die Mannschaft von Garry Parker jedoch vor 80.000 Zuschauern in Wembley mit 1:2 nach Verlängerung gegen die Tottenham Hotspur.

### Aston Villa (1991–1995)
Nach dreieinhalb Jahren in Nottingham unterzeichnete Parker am 29. November 1991 einen Vertrag bei Aston Villa. In der neu gegründeten Premier League 1992/93 gewann Parker (37 Spiele/9 Tore) mit seinem Team die Vizemeisterschaft hinter Manchester United. Die Saison 1993/94 verlief für ihn mit zwei Toren in neunzehn Spielen deutlich schlechter. Aston Villa gewann in dieser Spielzeit den englischen Ligapokal 1993/94 durch ein 3:1 gegen Manchester United. Garry Parker stand jedoch nicht im Kader für die Finalpartie.

### Leicester City (1995–2001)
Am 10. Februar 1995 wechselte er mit 29 Jahren Leicester City. Mit dem Aufsteiger stieg er am Saisonende aus der Premier League 1994/95 in die zweite Liga ab. 1996 gelang der Mannschaft nach einem fünften Platz in der regulären Saison durch ein 2:1 nach Verlängerung im Play-off-Finale gegen Crystal Palace der direkte Wiederaufstieg in die erste Liga. In der Premier League 1996/97 sicherte sich der Aufsteiger dieses Mal als Neunter den Klassenerhalt, zudem zog die Mannschaft ins Ligapokalfinale 1997 ein. Nach einem 1:1 n. V. im ersten Spiel gegen den FC Middlesbrough, gewann Leicester das Wiederholungsspiel mit 1:0 n. V. und sicherte sich damit den Titel. Sein letztes Ligaspiel für Leicester bestritt er am 30. Januar 1999. 2001 agierte er kurzzeitig als Interimstrainer, ehe er am 21. Dezember 2001 den Verein verließ.

## Titel und Erfolge
- Ligapokalsieger: 1989 (3:1 gegen Luton Town) und 1990 (1:0 gegen Oldham Athletic)
- FA-Cup-Finalist: 1991 (1:2 n. V. gegen die Tottenham Hotspur)
- Ligapokalsieger: 1997 (1:1 n. V. und 1:0 n. V. gegen den FC Middlesbrough)